# جرج گیدزیک
جرج گیدزیک (انگلیسی: George Gaidzik; ۲۲ فوریهٔ ۱۸۸۵ – ۲۵ اوت ۱۹۳۸) شیرجه‌رو اهل ایالات متحده آمریکا بود.